# Ancora 12 Rounds
Ancora 12 Rounds (12 Rounds 2: Reloaded) è un film del 2013 diretto da Roel Reiné.
Film d'azione, con protagonista Randy Orton, è il prequel di 12 Round, uscito nel 2009, nonostante le trame dei due film non abbiano legami diretti.

## Trama
Il paramedico Nick Malloy e sua moglie Sarah stanno tornando a casa dopo un film, quando si verifica un orribile incidente d'auto. Nick tenta di aiutare e salvare le vittime: un ragazzo e una coppia sposata, ma nonostante gli sforzi di Nick, la donna muore; questo frantuma completamente Nick come non è mai successo prima in tutta la sua carriera.
Un anno dopo, Nick e il suo collega paramedico Jay Thompson sono in servizio quando ricevono una chiamata anonima da un cantiere abbandonato dove trovano un cittadino morente. Tentano di aiutarlo, solo per trovare il numero 1 cucito sul suo stomaco accanto a una bomba, ma prima che possano fare qualcosa al riguardo, Nick riceve una telefonata. Il chiamante chiede a Nick di uscire dall'ambulanza dopo aver risposto. Nick ora si ritrova a giocare un gioco chiamato 12 Rounds di Patrick Heller, che ne è la mente oscura, e usando Sarah come pedina. Il chiamante dice a Nick che lo sta guardando attraverso le telecamere di sicurezza e dà a Nick un indizio dell'esplosione della sua ambulanza. Immediatamente l'ambulanza esplode, uccidendo immediatamente il cittadino e dando fuoco a Jay, anche se Nick riesce a salvarlo.
Per il Round 2, Nick riceve un messaggio di testo che lo porta in un parcheggio dove un'auto lo aspetta. Per il Round 3, Nick deve trovare un indizio sulla sua prossima destinazione in macchina. Nick trova una scatola di fiammiferi con scritta Palace Hotel. Guidando freneticamente verso l'hotel, Nick prende una strada alternativa. Un Heller infuriato minaccia di far esplodere la bomba sotto la macchina, ma Nick riesce a raggiungere l'Hotel con due secondi di anticipo.
Mentre il gioco si svolge, i detective McKenzie e Sykes stanno indagando sull'esplosione dell'ambulanza, e mentre Sykes incolpa immediatamente Nick per tutto, McKenzie ha i suoi dubbi.
Il Round 4 inizia al Palace Hotel mentre Nick parla con il direttore dell'albergo, che indossa un top bianco con una pallina sul davanti con il numero "4" e una chiave che gli penzola al collo. Realizzando questo al 4º round, Nick attacca il manager per rubare la chiave. Heller dice a Nick che deve trovare una stanza che gli dia tutte le risposte. Nick scopre che è la stanza 44 e all'interno della stanza, un ragazzo, Tommy Weaver, si sta divertendo con una prostituta di nome Amber.
Il Round 5 inizia quando entra nella stanza. Nick saccheggia la stanza e litiga con Tommy e la prostituta. Prima che il telefono squilli nella stanza che è Heller. Ordina a Nick di portarlo "con te" e di salire su un'auto parcheggiata accanto a Tommy. Nick nota un tatuaggio su Tommy, lo stesso del biglietto da visita della mente. Tuttavia, mentre Nick porta Tommy fuori dalla stanza, si scontra con la guardia di sicurezza ma riesce a scappare. Nick mette Tommy in macchina accanto alla sua e trova un guanto nero con alcune coordinate che portano all'Intersection of Grant e Sherwood Street.
Durante il viaggio, Nick viene a sapere che Tommy ha una cavigliera di libertà condizionale a seguito del suo arresto DUI, e Heller blocca il segnale alla caviglia in modo che Nick possa rimanere concentrato sulla sua missione a tempo. Durante il viaggio si fermano a metà strada perché sia Nick che Tommy possono sentire un telefono cellulare nel bagagliaio del veicolo. Aprono il bagagliaio per trovare l'avvocato di Tommy, Roberta Shaw, morta. Per il Round 6, arrivano all'incrocio tra Grant e Sherwood e trovano una cabina telefonica. Heller racconta loro che una serie di eventi li ha condotti lì. Tommy scopre che questa è la strada in cui ha avuto un incidente un anno fa, a seguito del suo arresto DUI. McKenzie e Sykes arrivano in hotel e parlano con la guardia giurata e il direttore per scoprire cosa Nick ha fatto nella notte e iniziano a sospettare che tutto sia legato alla scomparsa del governatore.
Nel frattempo, Nick inizia a mettere insieme tutti i pezzi del puzzle e scopre di essere nel posto giusto al momento giusto un anno fa. All'incidente all'inizio del film, Tommy era il ragazzo  alla guida e la donna che era morta era la moglie di Patrick. Immediatamente dopo, Tommy cerca di scappare e mentre Nick lo insegue, Heller riattiva il segnale della cavigliera di Tommy. Lungo la strada, Tommy trova 2 poliziotti e dice loro che Nick lo sta inseguendo senza una ragione apparente. Ma Nick lo raggiunge, coinvolge e sconfigge gli ufficiali e ruba la loro macchina della polizia. Inseguiti dalla polizia e dagli investigatori, prendono una strada alternativa fino a incontrare un vicolo cieco. Nick scappa guidando in un garage pubblico. Quando raggiungono la cima vengono trovati e messi all'angolo dal detective McKenzie, a cui rivelano il gioco di Heller.
McKenzie dice loro che il governatore è scomparso e Tommy rivela di essere suo figlio. Heller chiama Nick e gli dice di mettere Tommy al telefono. Heller dice a Tommy il luogo del Round 7. McKenzie dice loro di continuare a giocare per scoprire le sue vere intenzioni.
Per il Round 7 devono raggiungere una fabbrica di zucchero abbandonata ed è così che il padre di Tommy è entrato nel governo. Tommy trova suo padre sepolto nello zucchero greggio. Nick guida un trattore per fermare lo straripamento dello zucchero. Nel frattempo, i detective rintracciano un segnale per un edificio abbandonato e trovano un uomo armato dietro le porte di metallo. Sykes spara all'uomo e scoprono che è un giudice.
Per Round 8, Nick e Tommy devono salvare il governatore e quando lo fanno, Heller appare con Sarah, spara al padre di Tommy e dice a Nick che i detective si sono già occupati del Round 9 per lui. Di nuovo nell'edificio abbandonato un livestream di Heller inizia nel computer e rivela che Sykes è stato il primo ufficiale ad arrivare sulla scena dell'incidente d'auto e mentre il governatore ha pagato l'avvocato e il giudice per ridurre la condanna di Tommy a un anno di libertà vigilata, Sykes ha distrutto le prove e l'hanno promosso detective dopo il processo (a eccezione di McKenzie e Jay, tutte le persone sono legate all'incidente di un anno fa e al processo che ne derivò). Mentre Sykes si scusa con McKenzie appare un conto alla rovescia nel computer e mentre McKenzie e l'altro ufficiale dicono di lasciare la stanza, Sykes rimane e viene ucciso dall'esplosione. McKenzie quindi corre fuori alla ricerca di Nick. Il round 10 inizia quando Tommy, ancora distrutto dopo la morte di suo padre, segue le istruzioni di Heller e con un teaser rende incapace temporaneamente Nick.
Il Round 11 inizia di fronte a un club chiamato "Karma". Si scopre che il cittadino morto nell'ambulanza ha lavorato lì. Heller dà 2 bottiglie di vodka a Tommy e una è avvelenata. Tommy ha bisogno di bere uno e quando lo fa, presume che morirà, ma quando non lo fa, inizia a ridere istericamente, ma Heller versa il contenuto dell'altra bottiglia su Tommy, gli spara e lascia che Tommy muoia.
Per il round finale, Heller ha Nick e Sarah legati dietro il suo SUV e chiama il 911 per dire ai servizi di emergenza che ci sarà un terribile incidente a Grant e Sherwood Intersection mentre Heller inizia un conto alla rovescia nel SUV. Nick gli chiede cosa avrebbe fatto per salvare la vita a sua moglie, a cui Heller risponde "Qualsiasi cosa". Nick si libera immediatamente e combatte Heller, prende la sua pistola e spara alla parte posteriore del SUV in modo che lui e Sarah possano rotolare fuori dal veicolo. Heller impazzisce, ricordando gli eventi della notte e sua moglie, prima di urlare "Diana" mentre il SUV esplode, uccidendolo all'istante.
Arrivano i servizi di emergenza e aiutano sia Nick che Sarah mentre arriva McKenzie e ringrazia Nick per il suo aiuto durante la notte dicendo: "È finita" e si allontana dall'ambulanza.

## Distribuzione
La pellicola è uscita nei cinema statunitense il 4 giugno 2013. In Italia è uscita direttamente in Home video il 28 novembre 2013.